# اروین گیلمایستر
اروین گیلمایستر (آلمانی: Erwin Gillmeister; ۱۱ ژوئیهٔ ۱۹۰۷ – ۲۶ نوامبر ۱۹۹۳) دونده اهل آلمان بود.